# Francesco Paolo Ciaccio
Francesco Paolo Ciaccio (né le 26 février 1821 à Palerme et mort le 30 septembre 1885 dans la même ville) est un patriote italien du Risorgimento.

## Biographie
Fils de Joseph Ciaccio et Marie Anna Napoli, et frère d'Alessandro Ciaccio, Francesco Paolo Ciaccio prit part avec celui-ci à la révolution du 12 janvier 1848 qui mènera à l'indépendance de la Sicile pendant seize mois. Le jour de l'insurrection est mis en place un Comité provisoire, dont fit partie Francesco Paolo, sous l'autorité du chef du gouvernement provisoire Ruggero Settimo.
En tant que colonel, il a dirigé le 7e bataillon d'infanterie sicilienne chargé de réprimer les désordres qui ont éclaté en Sicile près Palerme. Il a ensuite assumé le commandement militaire du district de Palerme.
Il a vécu en exil loin de l'île après la restauration des Bourbons d'abord à Malte, puis à Rome, à Gênes et à Turin. Après avoir voyagé en Europe et Amérique, il retourne en Sicile en 1860, peu avant l'arrivée de l'expédition des Mille.
Il a été élu conseiller municipal de Palerme en 1866, c'est-à-dire après la fin de la Troisième guerre d'Indépendance, à laquelle il a participé en tant que simple soldat.
En 1885, animé par un sentiment profond du devoir civique, il assiste les malades du choléra, contractant la maladie, dont il mourra vers la fin de cette année.
Il est enterré au Cimitero dei Rotoli de Palerme.

## Source
- (it) Cet article est partiellement ou en totalité issu de l’article de Wikipédia en italien intitulé « Francesco Paolo Ciaccio » (voir la liste des auteurs).